# Liste der Baudenkmäler im Rhein-Erft-Kreis

Rhein-Erft-Kreis

Die Liste der Baudenkmäler im Rhein-Erft-Kreis nennt die Listen für Baudenkmäler im Rhein-Erft-Kreis.
- Liste der Baudenkmäler in Bedburg
- Liste der Baudenkmäler in Bergheim
- Liste der Baudenkmäler in Brühl (Rheinland)
- Liste der Baudenkmäler in Elsdorf (Rheinland)
- Liste der Baudenkmäler in Erftstadt
- Liste der Baudenkmäler in Frechen
- Liste der Baudenkmäler in Hürth
- Liste der Baudenkmäler in Kerpen
- Liste der Baudenkmäler in Pulheim
- Liste der Baudenkmäler in Wesseling

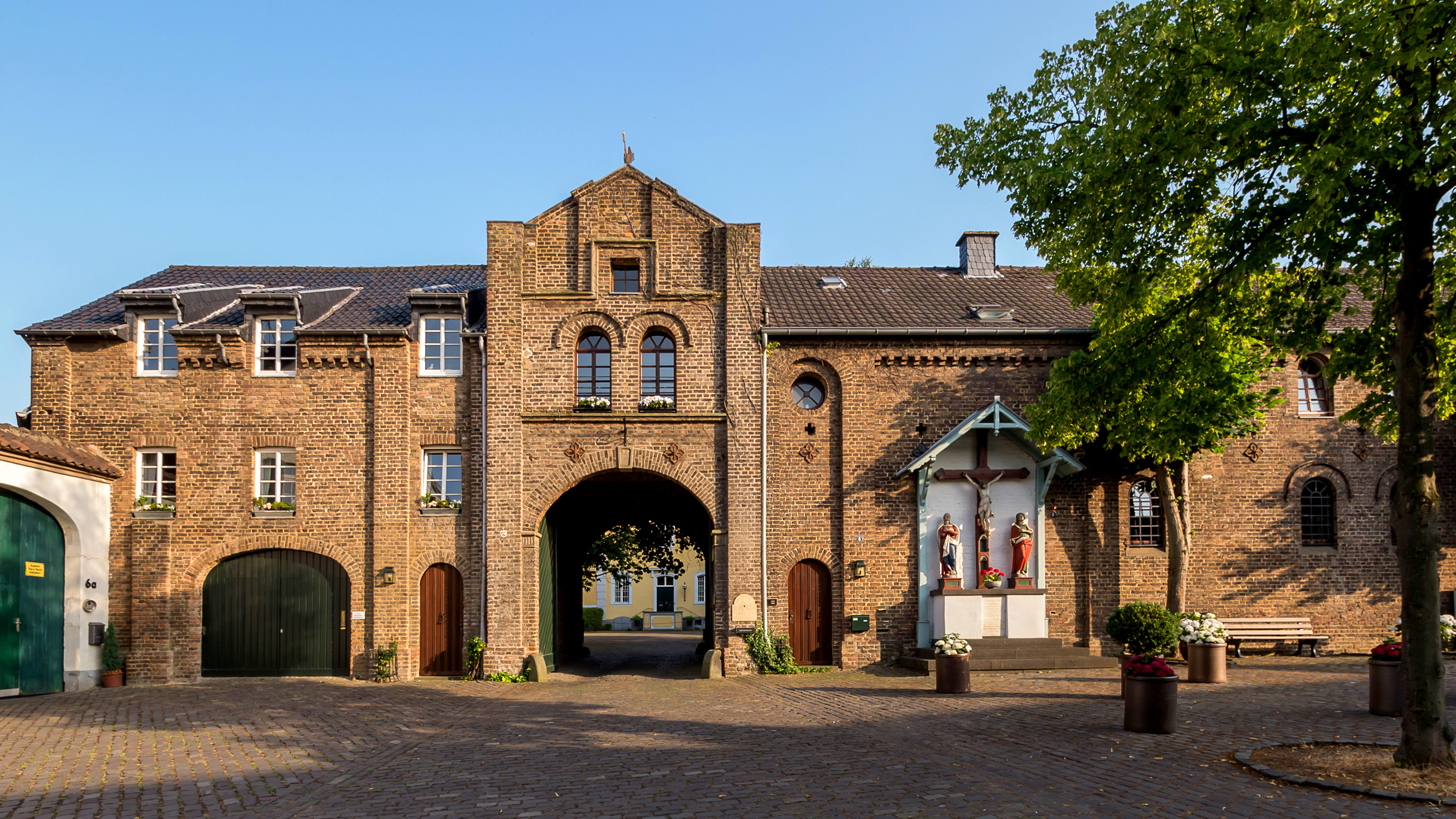
Hofanlage „Von Meer“ Kaster (Bedburg)
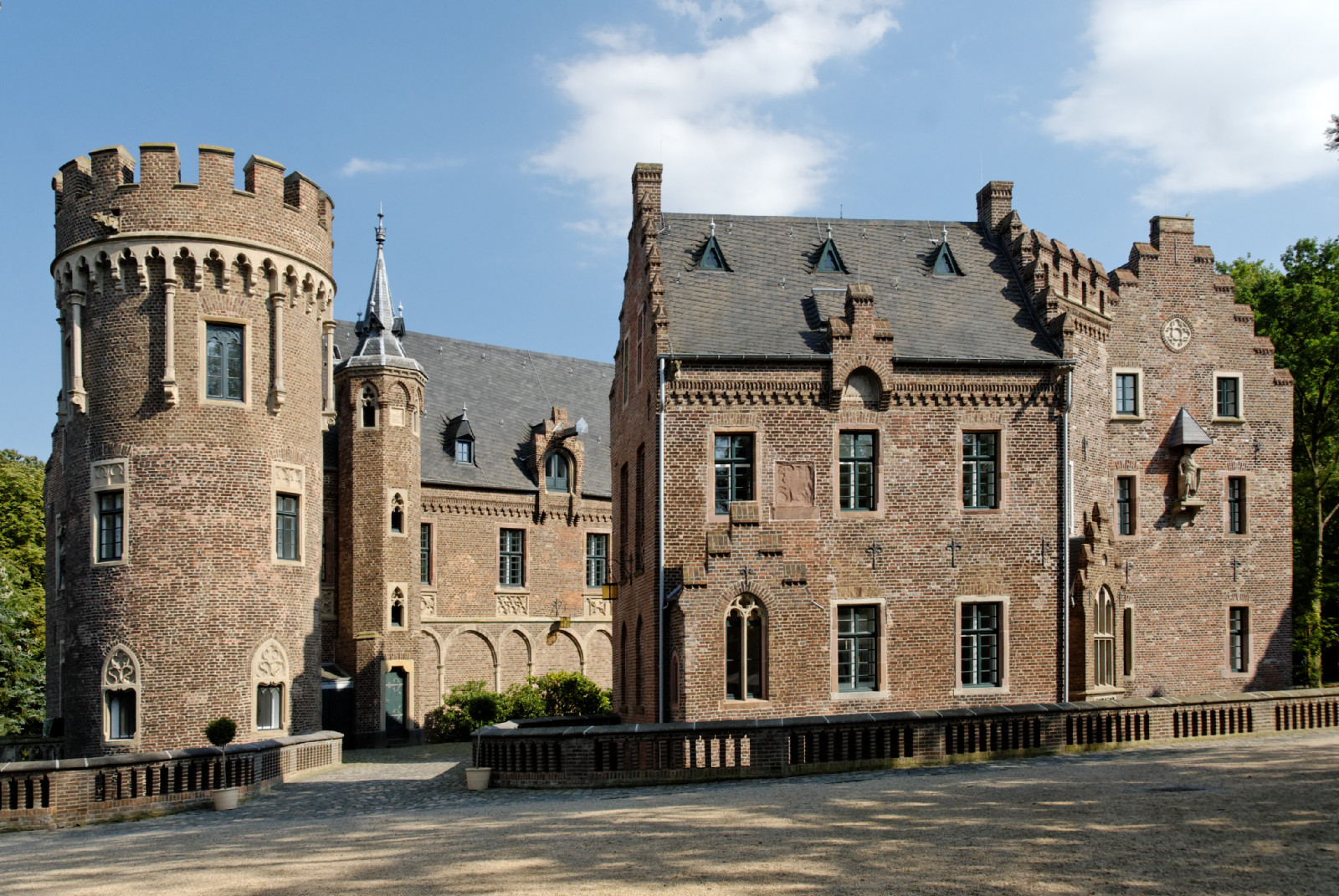
Schloss Paffendorf (1531–46) (Bergheim)
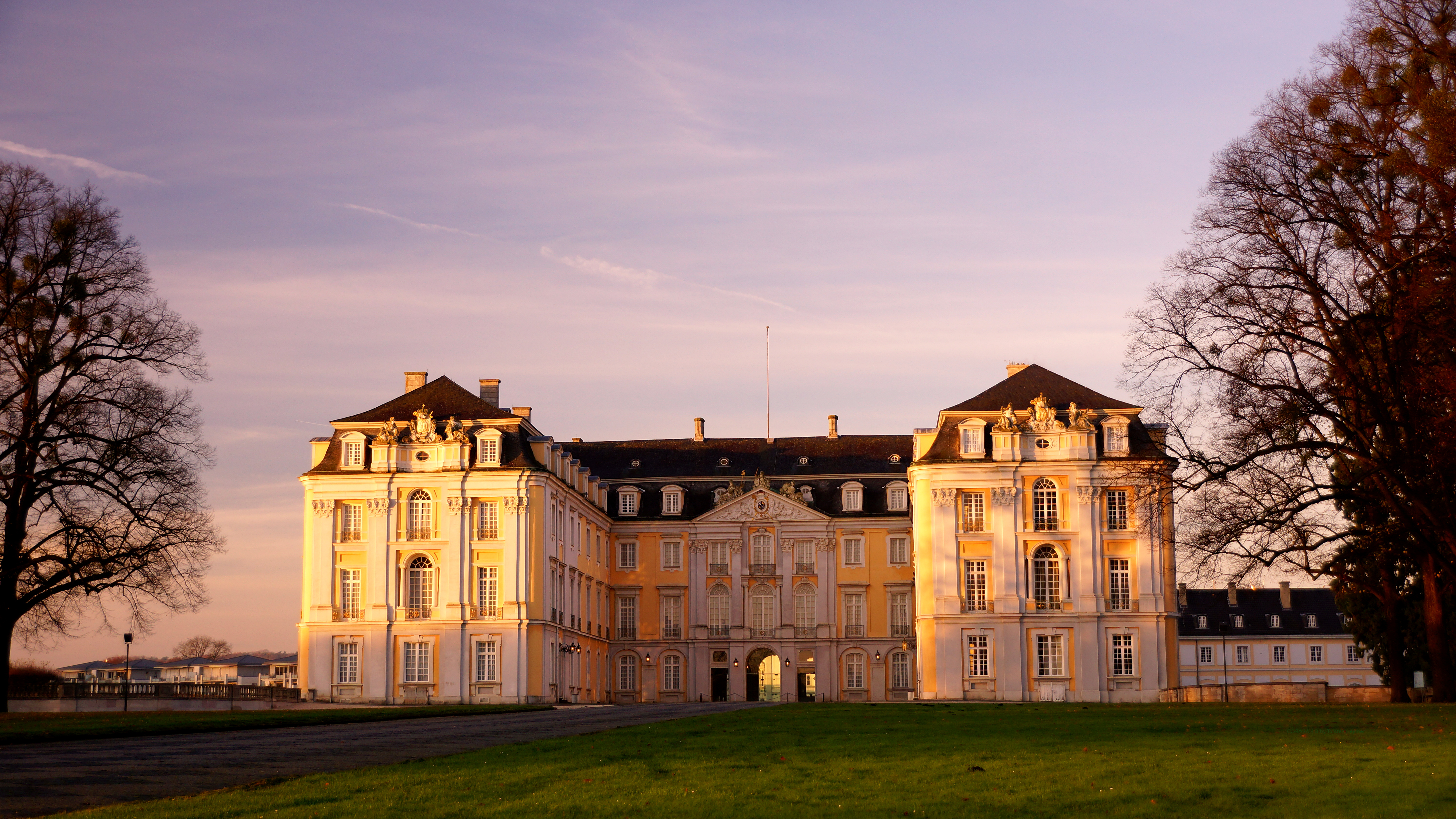
Schloss Augustusburg (Brühl)
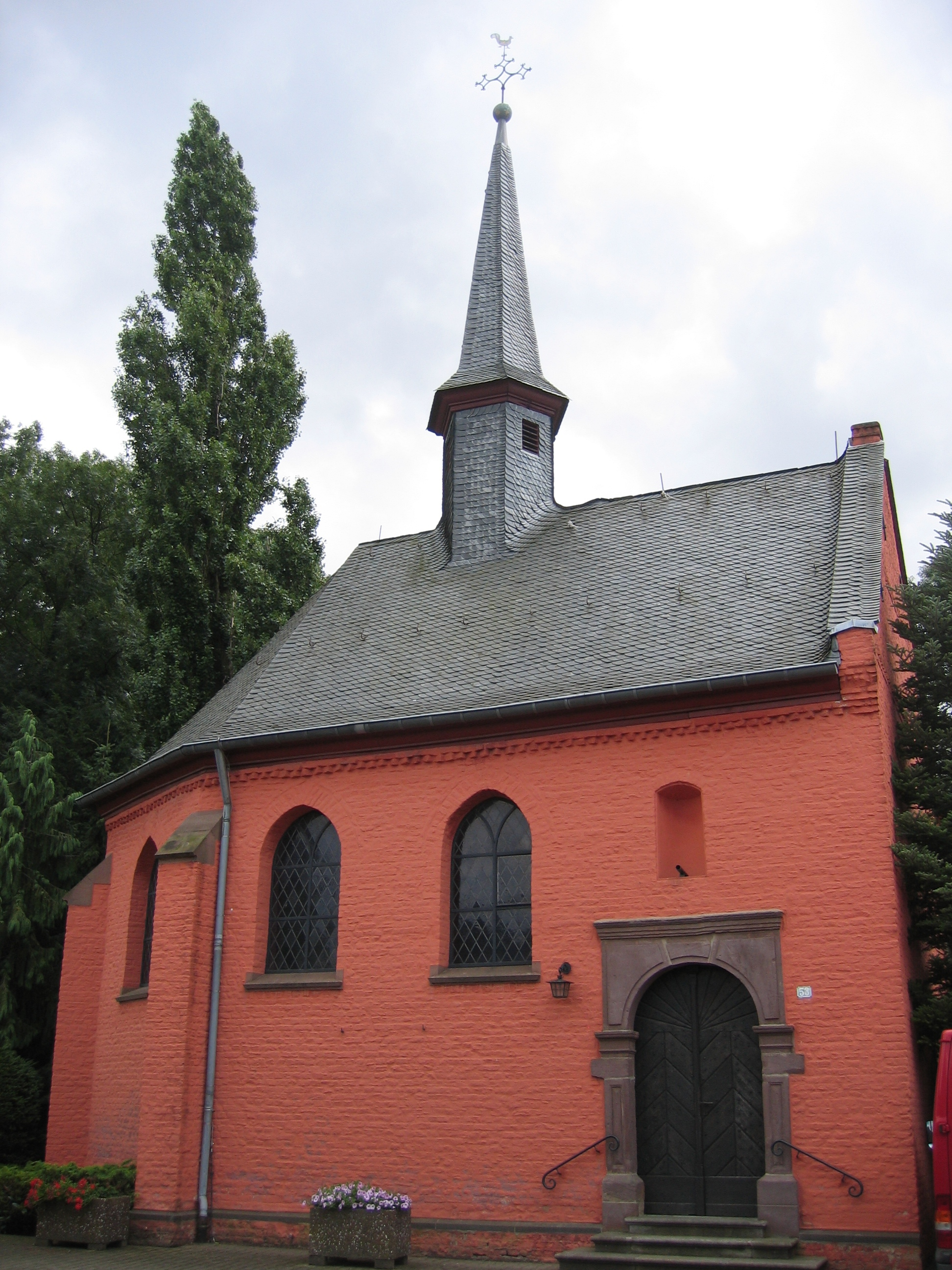
Kapelle der hl. Brigida (1648) (Elsdorf)
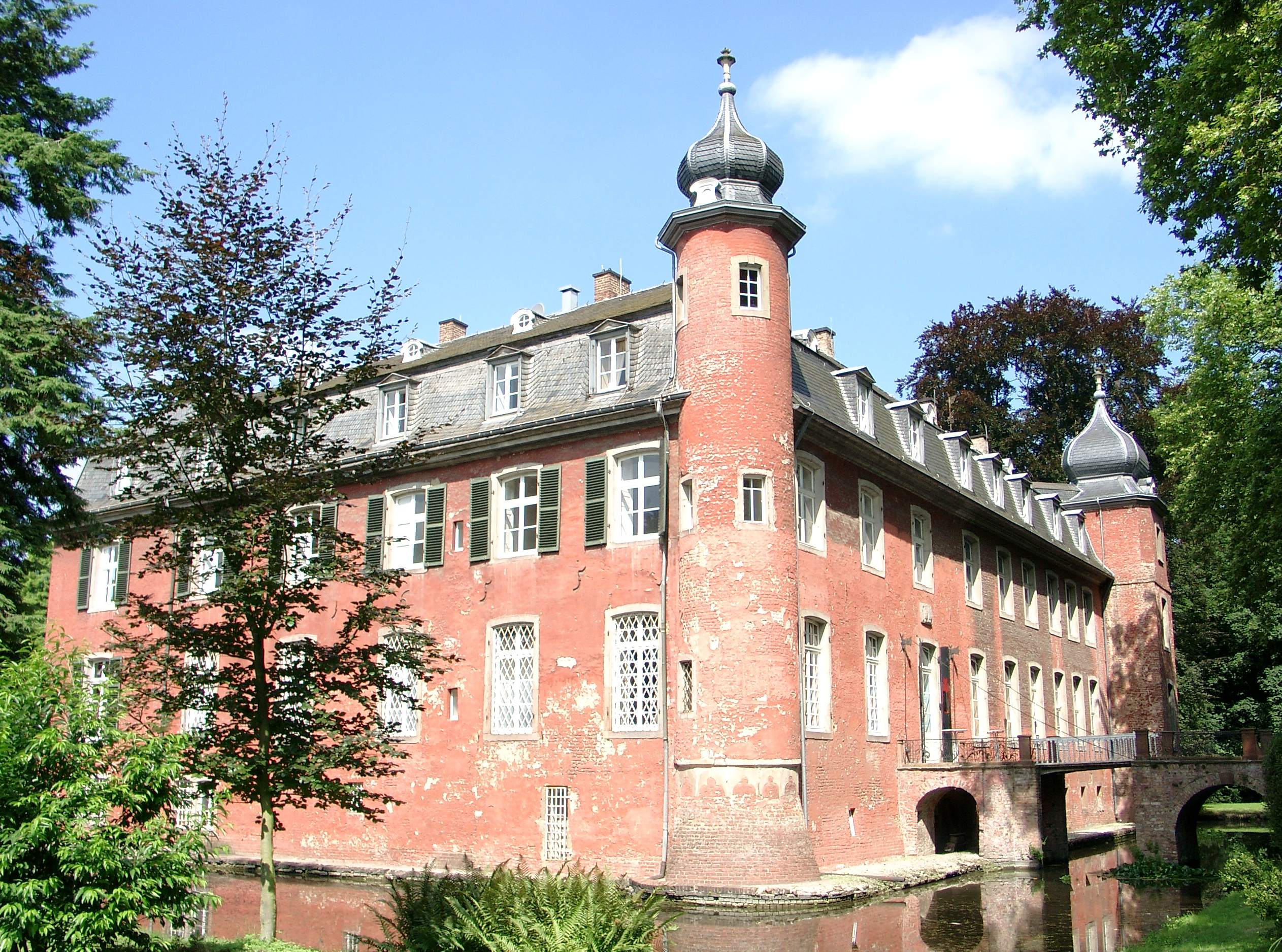
Schloss Gymnich (Erftstadt)
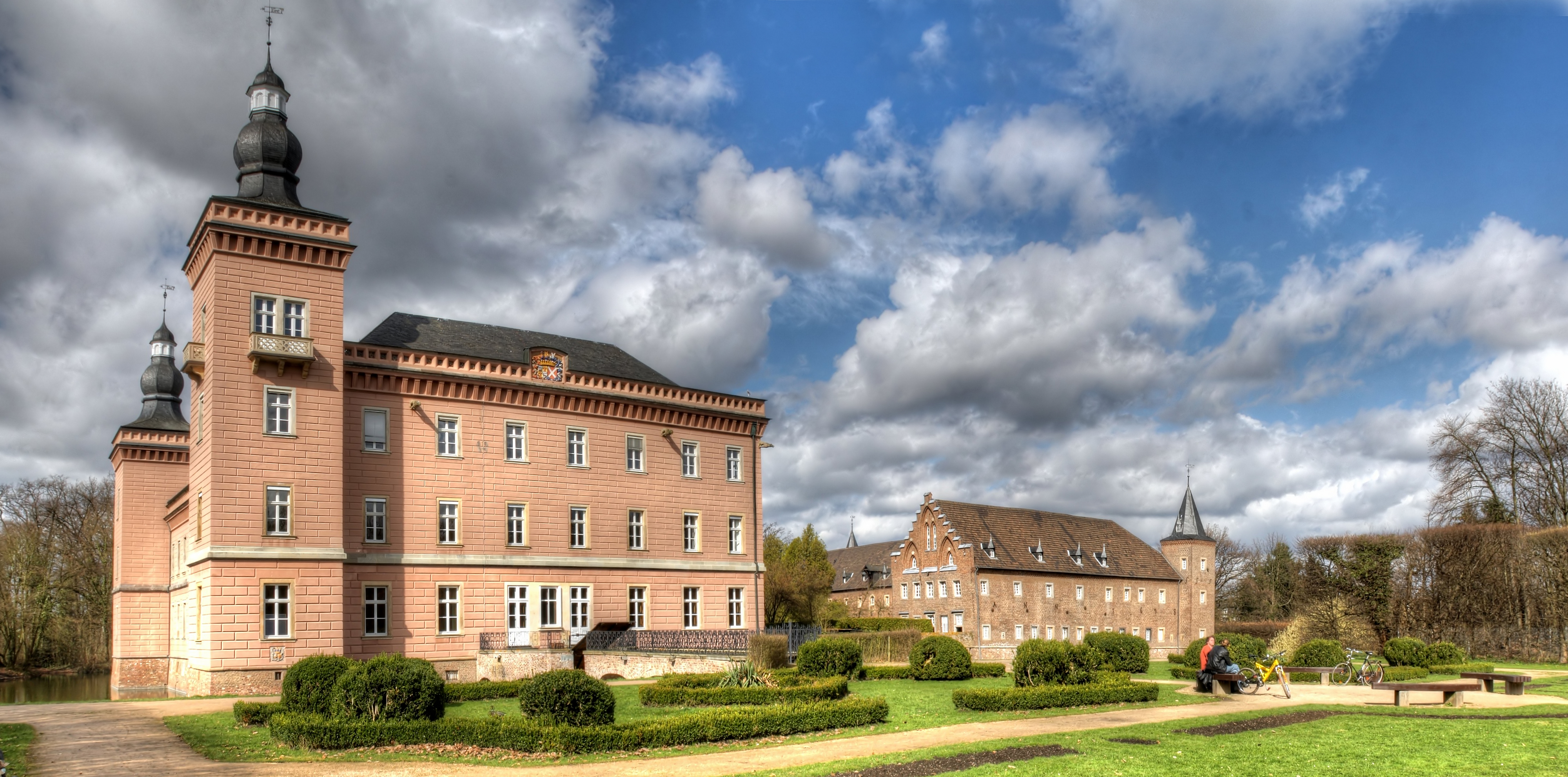
Schloss Gracht Liblar (Erftstadt)
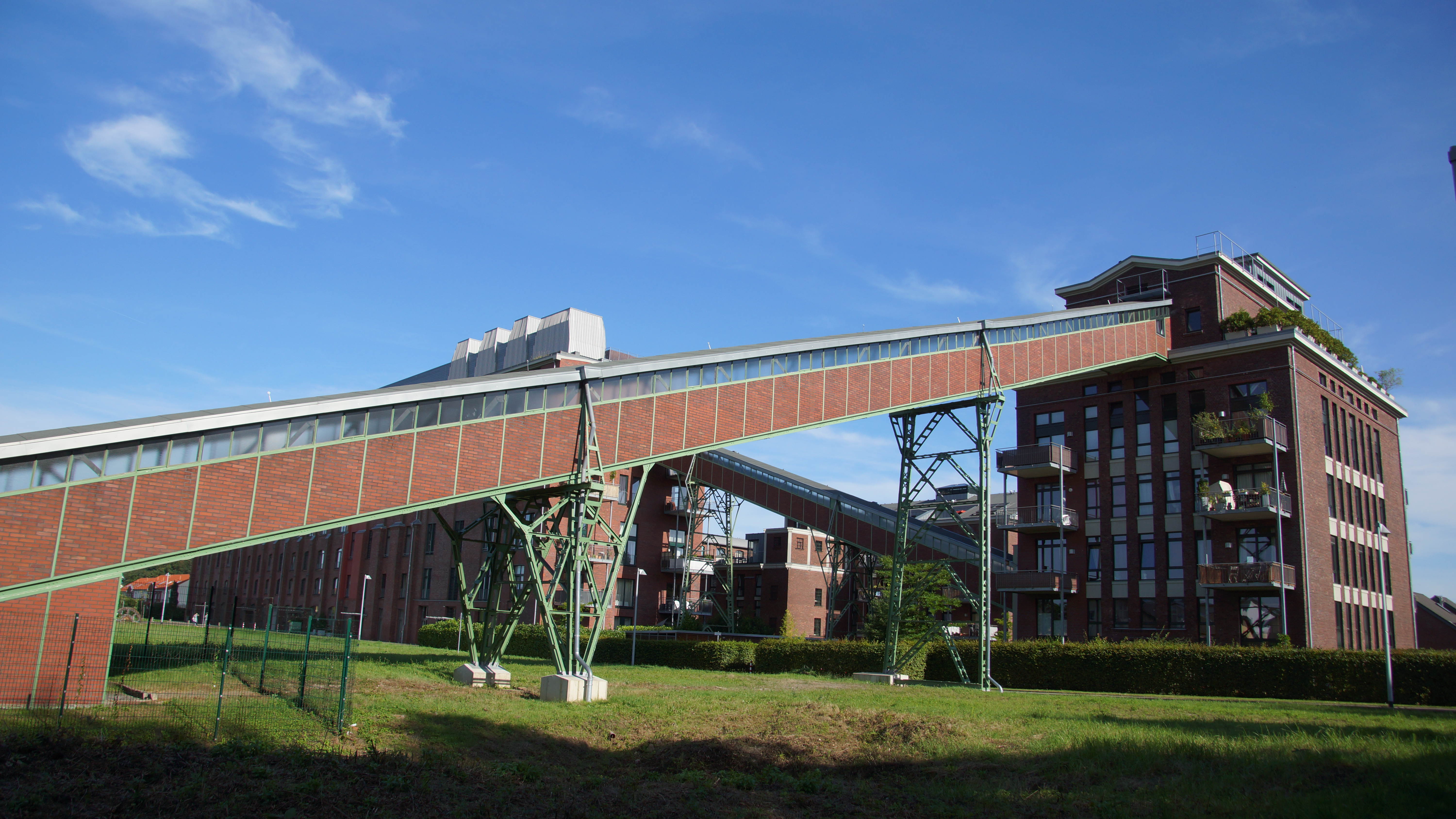
ehem. Brikettfabrik Grube Carl (Frechen)
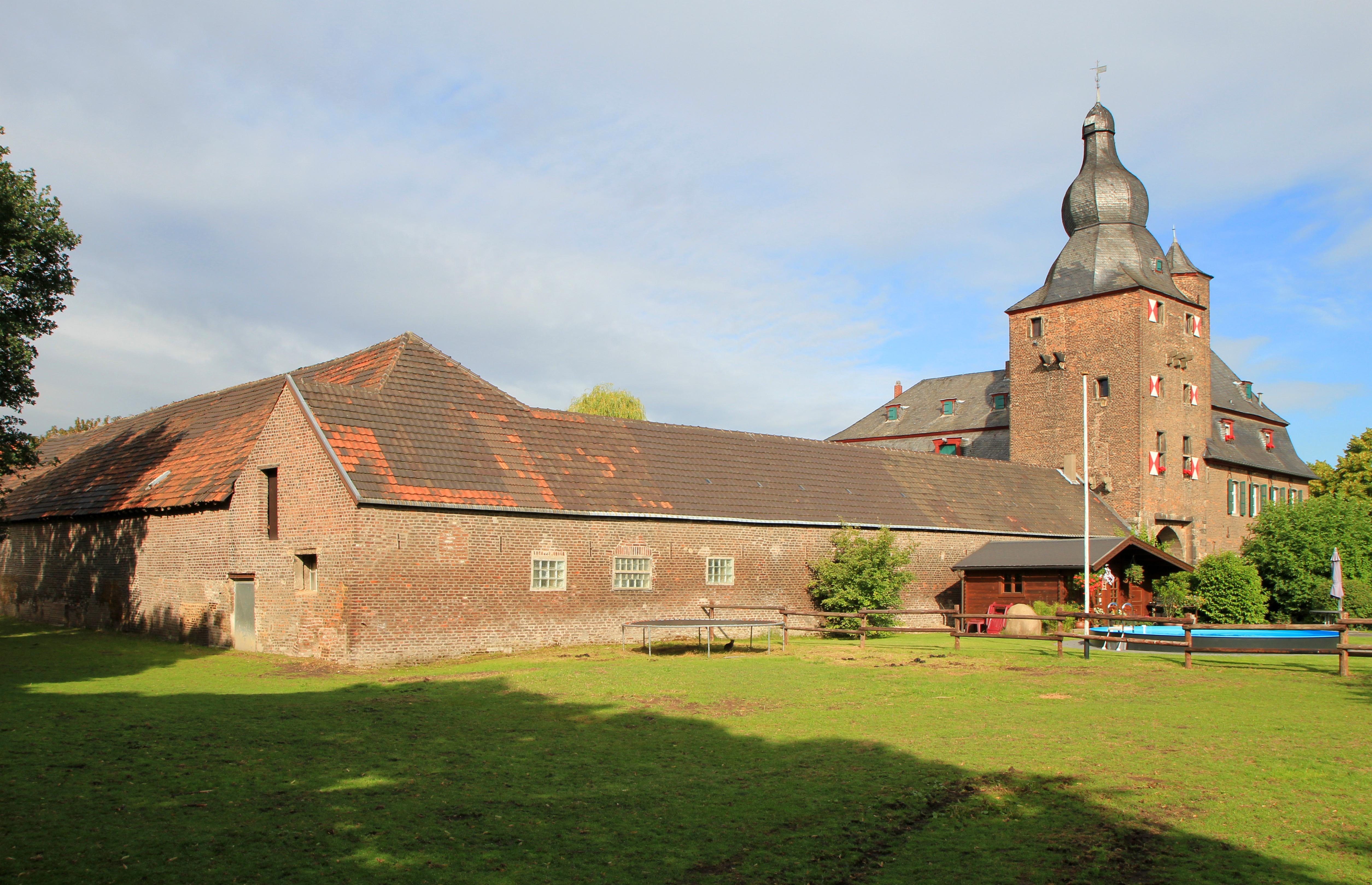
Burg Efferen (Hürth)
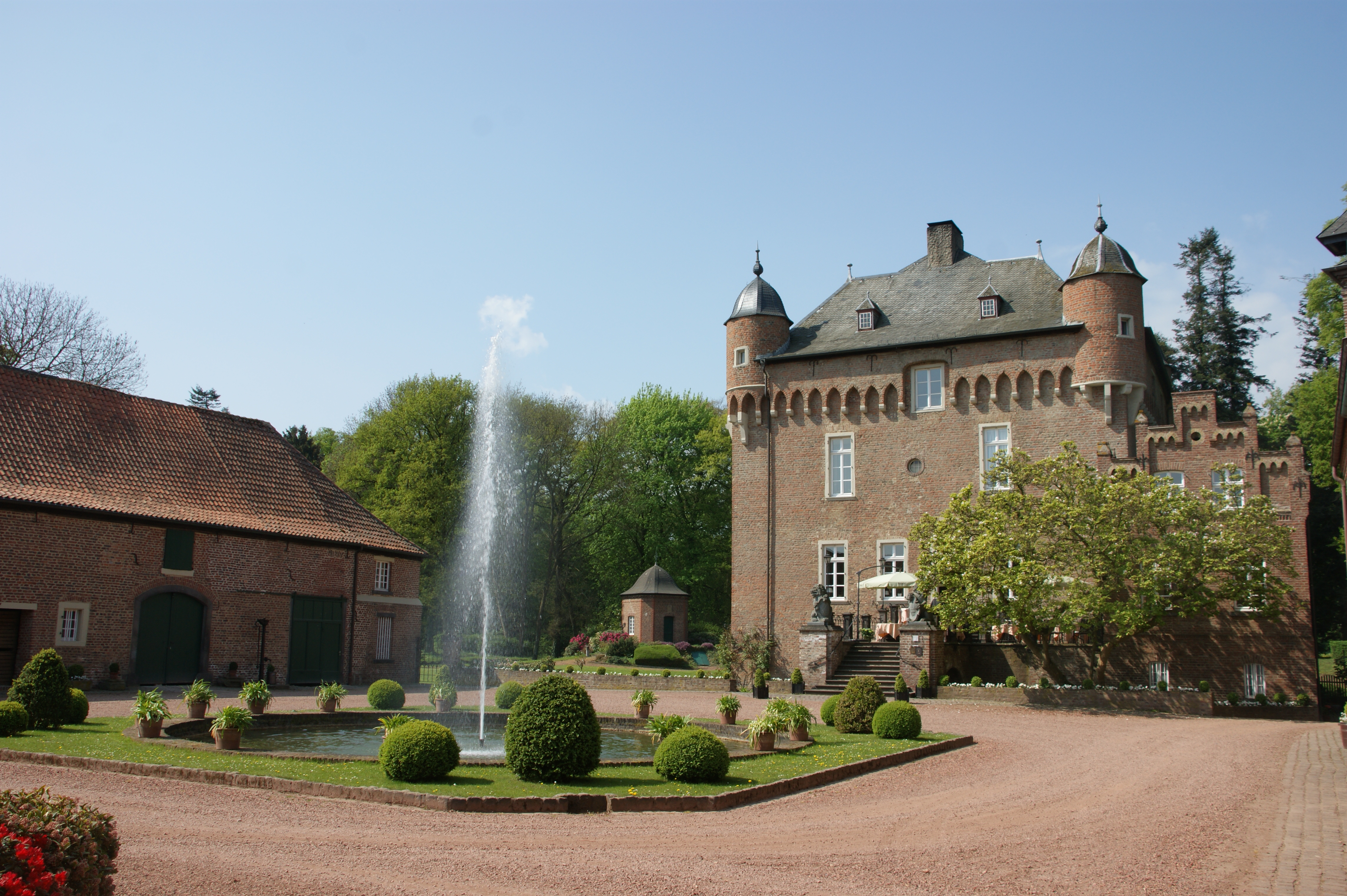
Schloss Loersfeld (Kerpen)
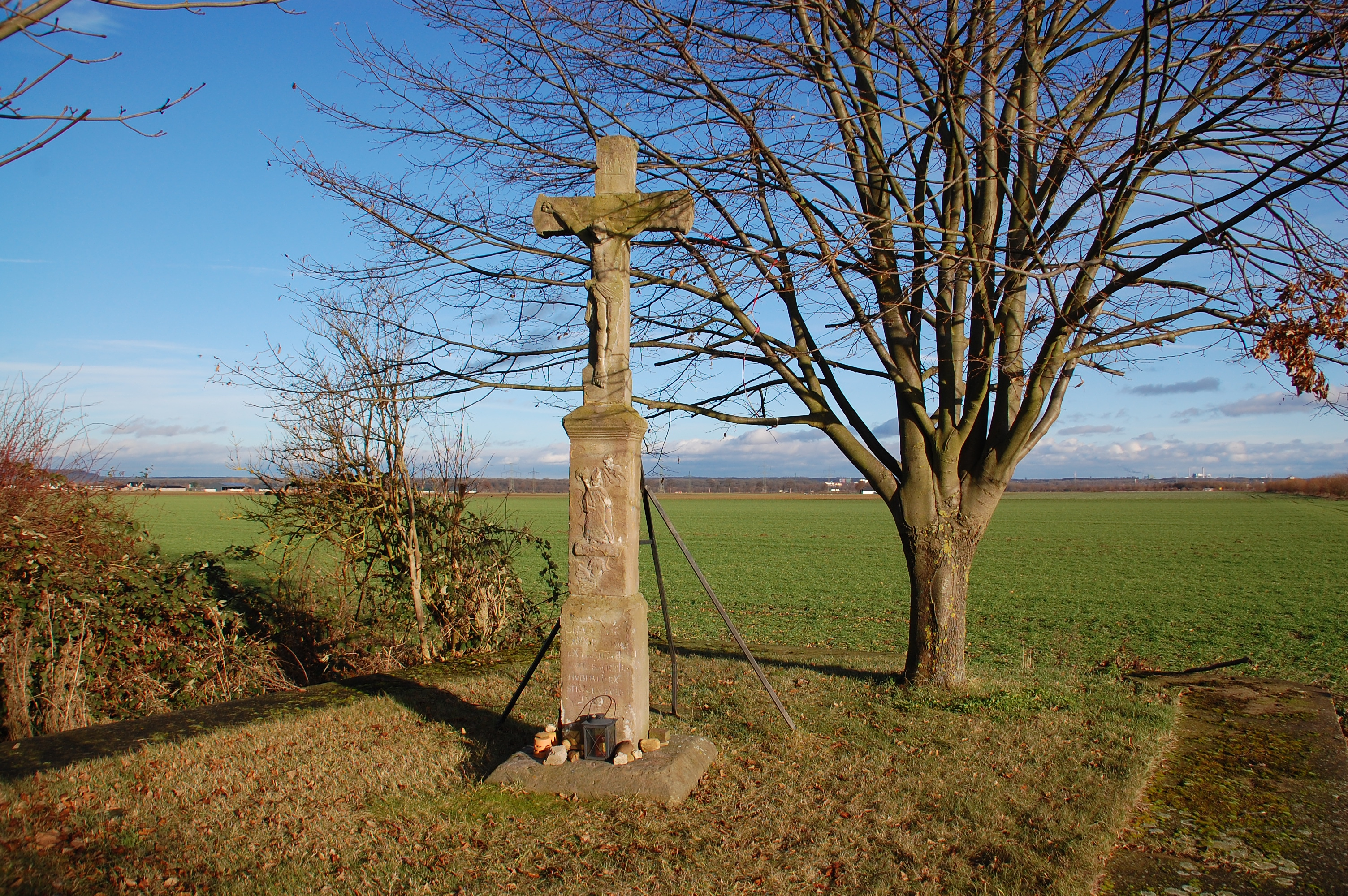
Lindenkreuz (Kerpen)
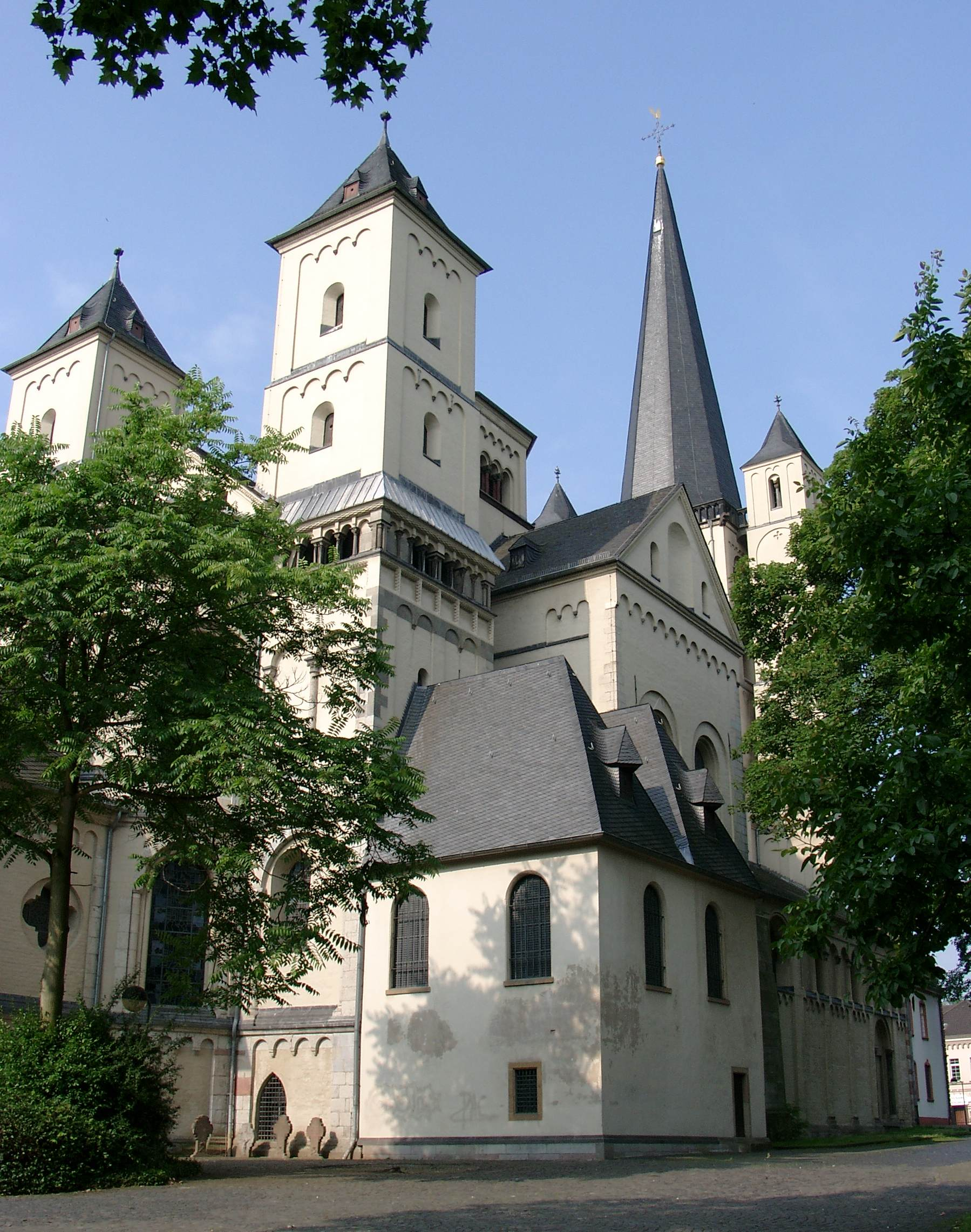
Abteikirche Brauweiler (Pulheim)
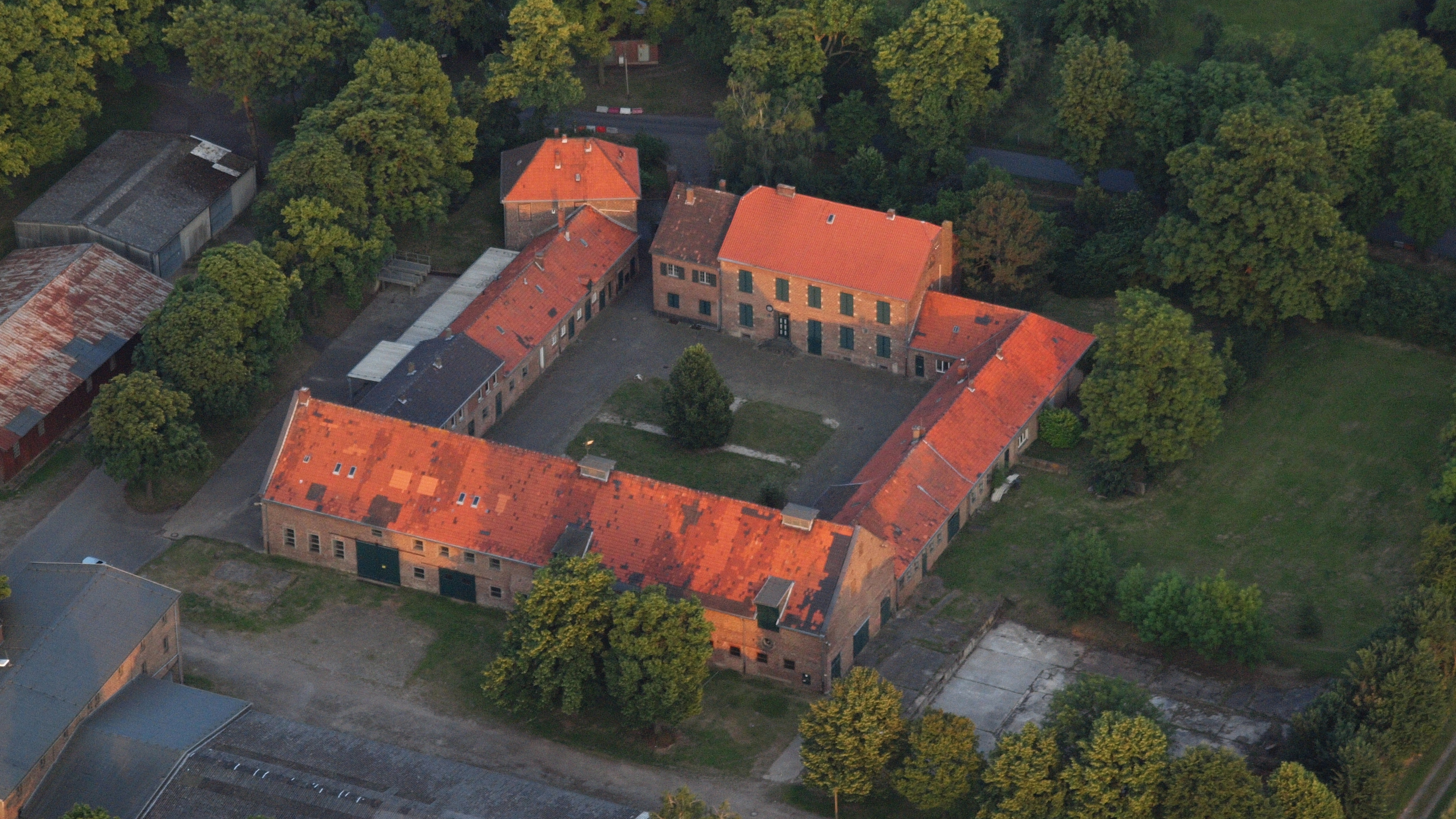
Dikopshof Keldenich (Wesseling)